# Sony Xperia U
Il Sony Xperia U è uno smartphone Android di fascia media della Sony, lanciato nel 2012 al Mobile World Congress tenutosi a Barcellona. È il secondo smartphone brandizzato solo Sony dopo l'acquisizione, nel gennaio 2012, della quota Ericsson nella joint venture Sony Ericsson. L'Xperia U ha un display touch da 3,5" (88,9 mm) con il Mobile BRAVIA Engine che ottimizza l'immagine, un processore da 1 GHz dual core, una fotocamera posteriore da 5 megapixel, 392 MB di RAM e 8 GB di memoria interna.
Il "cappuccio" nella parte inferiore del telefono è intercambiabile ed è disponibile in una gamma di 4 colori (rosa, bianco, giallo e nero).

## Storia
Il prodotto è stato presentato durante Mobile World Congress 2012 di Barcellona e introdotto nella stessa città il 29 febbraio. Il dispositivo è in vendita dal marzo 2012 nel Regno Unito e in tutto il mondo dal 15 maggio 2012. Il prezzo di lancio era di £ 220,00 UK, $ 343,57 US, ₹ 17.000 IND, € 199,00.

## Design
Oltre il 90% della parte frontale dell'Xperia U è costituita dal display; la parte posteriore è leggermente incurvata, in modo da essere più confortevole durante l'utilizzo, come su Xperia S e Xperia P. Nella parte inferiore ha una striscia trasparente con una barra luminosa, che si illumina quando si ascolta musica o si visualizzano immagini, prendendo il colore dominante nella foto. Ha un "cappuccio" inferiore intercambiabile sotto alla striscia illuminata, disponibile in 4 colori (rosa, nero, bianco e giallo).

## Disponibilità
L'Xperia U fu reso disponibile a Barcellona dal 29 febbraio 2012 e nel Regno Unito dal 1º marzo 2012; mentre nel resto del mondo dal 15 maggio 2012.

## Software
L'Xperia U è stato distribuito con Android 2.3 Gingerbread ma nel 3º trimestre del 2012 ha ricevuto l'aggiornamento ad Android 4.0 Ice Cream Sandwich. Lo smartphone è completamente integrato con Facebook e dispone dell'interfaccia utente Timescape. È collegato alla Sony Entertainment Network, che permette agli utenti di accedere a Musica & Video Unlimited in alcune parti del mondo. L'Xperia U ha anche la certificazione DLNA.
Nel periodo di vendita, Sony aveva annunciato che l'Xperia U sarebbe stato aggiornato ad Android Jelly Bean. L'aggiornamento, tuttavia, non è mai avvenuto.

## Hardware

### Schermo
Lo schermo, LCD a matrice attiva con retroilluminazione a LED, misura 3.5 pollici, ha una risoluzione di 854×480 con una densità di 280 ppi (pixel per pollice), ed è dotato di un sensore di luce ambientale per regolare la luminosità dello schermo automaticamente.
Il vetro dell'Xperia U è di un materiale minerale antigraffio e adotta un multi-touch con input a 4 dita.

### Audio
L'Xperia U è dotato di un altoparlante collocato nella parte posteriore. I pulsanti del volume si trovano sul lato destro e il connettore per le cuffie si trova in alto sulla sinistra. Sfrutta la tecnologia xLoud.

### Memoria
Il Sony Xperia U è dotato di una memoria interna di 8 GB, di cui 2 GB dedicati al sistema operativo, 2 GB per l'archiviazione delle applicazioni e 4 GB per l'archiviazione di file, accessibile dall'utente. Non è presente alcuno slot per schede di memoria esterne.

### CPU, GPU e RAM
L'Xperia U è basato sul System-on-a-chip ST-Ericsson NovaThor U8500, che integra un processore ARM Cortex-A9 dual core da 1 GHz e una GPU Mali 400MP. La memoria RAM è di 392 MB.

### Fotocamera
La fotocamera principale ha una risoluzione di 5 megapixel ed è in grado di registrare video a 720p; inoltre è presente anche una fotocamera frontale da 0,3 megapixel.

### USB
Il dispositivo è dotato di un connettore micro-USB con supporto USB On-The-Go.

## Premi
Al Mobile Choice Awards 2012 si è piazzato al secondo posto nella categoria "Best Design", secondo solo al Nokia Lumia 800, e ha vinto nella categoria "Best Value Phone".